# Directorio de Personal (Israel)
El Directorio de Personal (en hebreo: אגף כוח אדם, Agaf Koach Adam) anteriormente llamado Directorio de Recursos Humanos, es el departamento de las Fuerzas de Defensa de Israel (FDI) que coordina y reúne las actividades relacionadas con el control de los recursos humanos y su despliegue. Diseña sus planes para el Directorio de Planificación, y ayuda a determinar las condiciones y habilidades para el servicio de cada miembro de las FDI. Su sede se encuentra en el Cuartel General de las Fuerzas de Defensa de Israel.

## Unidades
El Directorio de Personal está dividido en siete cuerpos, unidades y brigadas que están directamente subordinadas al Directorio, así como numerosas unidades, brigadas y batallones.
- Policía Militar de Israel.
- Cuerpo de Educación y Juventud.
- Cuerpo Auxiliar.
- Sección Femenina.
- Cuerpo General.
- Brigada de Planificación.
- Administración de Personal.
- Unidad de Reclutamiento.
- Recursos humanos.

- Datos: Q12403431
- Multimedia: IDF Manpower Directorate / Q12403431